# جودی دیتر
جودی دتر (انگلیسی: Judy Dater؛ زادهٔ ۱۹۴۱) عکاس و فمینیست اهل ایالات متحده آمریکا است.
دتر جزو عکاسانی است که به خاطر سلف‌پرتره‌هایش بسیار مشهور است. او اغلب در پی ثبت شخصیت‌ها است و در آن به حالات و نگرانی‌های خودآگاه و ناخودآگاه زنان می‌پردازد. جودی دتر تا به حال کتاب‌های زیادی را همچون بیست سال (Twenty years)، بدن و روح (Body and soul) و.. چاپ کرده‌است. او همچنین موفق به کسب جوایز زیادی همچون موقوفه ملی برای دمکراسی و کمک‌هزینه گوگنهایم و دو جایزه معتبر از آزانس ان ای آی NEA در آمریکا شده‌است.

## زندگی‌نامه
جودی دتر متولد ۱۹۴۱ هالیوود و بزرگ‌شدهٔ لس آنجلس است. پدر او صاحب یک سینما بود و دتر از فیلم‌هایی که بر روی پرده سینما پخش می‌شد تأثیر زیادی می‌گرفت. او سال ۱۹۵۹ در رشته هنر دانشگاه کالیفرنیا، لس‌آنجلس شروع به تحصیل کرد و در سال ۱۹۶۲ از این دانشگاه فارغ‌التحصیل شد. همچنین در سال ۱۹۶۶ از دانشگاه ایالتی سان‌فرانسیسکو مدرک کارشناسی ارشد خود را دریافت کرد.
آنجا بود که جودی دتر برای اولین بار زیر نظر جک ولپوت (Jack Welpott) عکاس آمریکایی، آموزش عکاسی را فرا گرفت؛ و پس از ازدواج با یک‌دیگر در سال ۱۹۷۵ اولین کار مشترک‌شان را با عنوان زنان و دیدگاه‌های دیگر(women and other visions) منتشر کردند. آنها در سال ۱۹۷۷ از همدیگر طلاق گرفتند.
جودی دتر در سال ۱۹۶۴ در ورک‌شاپی پیرامون آثار اوارد وستون ادوارد وستون(Edward Weston) و در آن‌جا و بعدتر در مؤسسه اسلن(Eslen) با ایموجین کونینگهام (Imogen Cunningham) ملاقات کرد و به‌شدت تحت‌تاثیر او قرار گرفت. همکاری دتر با این دو عکاس در زمینه عکاسی پرتره و همچنین رفاقت میان آنها تا زمان مرگ کونینگهام در سال ۱۹۷۶ ادامه یافت. سه سال بعد دتر کتابی را شامل پرتره‌ها، عکس‌ها، مصاحبه‌هایی با عکاسان، دوستان و خانواده کونینگهام منتشر کرد. همچنین او پس از ورود به مدرسه عکاسی وست کوست (West Coast) زیر نظر عکاسان زیادی همچون انسل آدامز (Ansel Adams)، برت وستون (Brett Weston) و وین بولاک (Wynn Bullock) آموزش عکاسی دید.